# Saljut 2
Saljut 2 (OPS-1) (rus. Салют-2), sovjetska vojna svemirska postaja, prva u sklopu programa Almaz. Trinaest dana nakon lansiranja postaja je izgubila kontrolu položaja i unutarnji tlak zbog čega je postala neupotrebljivom. Nakon gubitka visine izgorila je u atmosferi 28. svibnja 1973. bez da ju je posjetila ijedna posada.